# Бирманские ужи
Бирманские ужи (лат. Plagiopholis) — род змей семейства ужеобразных. Встречаются в Восточной, Южной и Юго-восточной Азии: (Китай, Тайвань, Мьянма, Таиланд, Вьетнам, Индия, Лаос).
В состав рода включают пять видов:
- Plagiopholis blakewayi — Бирманский уж[1]
- Plagiopholis delacouri
- Plagiopholis nuchalis — Широкошейный бирманский уж[1]
- Plagiopholis styani
- Plagiopholis unipostocularis